# Casa al carrer de l'Església, 11 (Sant Tomàs)
El Casa al carrer de l'Església, 11 és una obra de Torroella de Fluvià (Alt Empordà) inclosa a l'Inventari del Patrimoni Arquitectònic de Catalunya.

## Descripció
Edifici situat a pocs metres de l'església de Sant Tomàs, de planta rectangular i coberta a dues vessants. Aquesta casa està formada per diferents cossos, un dels quals rehabilitat recentment, amb el paredat de pedra sense treballar amb la porta d'accés amb carreus ben escairats, i una finestra al primer pis amb dos arcs apuntats entre els quals hi ha una creu grega inscrita. El cos del costat, amb planta baixa i primer pis, manté dues finestres allindades al primer pis, i la porta carreuada amb una gran llinda. El paredat d'aquest cos és irregular, amb pedra sense treballar de mides diferents. A la façana posterior veiem els dos cossos de manera diferenciada, on ambdós estan arremolinats, el més baix dels quals amb cantonada carreuada, i l'altre té un mur atalussat i dues finestres allindanades.